# Dietilanilina
Dietilanilina ou N,N-dietilanilina é o composto orgânico, derivado dietilado da anilina, de fórmula C10H15N, peso molecular 149,23, número CAS 91-66-7. É uma amina terciária, similar etilado da N,N-dimetilanilina (DMA).
É também chamada de N-fenildietilamina, dietilamino-benzeno, DEA, N,N-dietilbenzenamina; N,N-dietilaminobenzeno.
Apresenta-se como um líquido amarelo pálido a marrom, com ponto de fusão de 0 °C, ponto de ebulição de 215 - 217 °C, densidade de 0,938 e solubilidade em água de 1,4 g/100ml.
É usado na síntese de determinados corantes.